# Ahmed Lütfi Efendi
Ahmed Lütfi Efendi (Istanbul, 1816 o 1817 - 17 de març de 1907) fou un historiador otomà. Va exercir diversos càrrecs oficials de l'estat acabant la carrera com a membre del consell d'estat (1877 -1879), kazasker d'Anatòlia (1880 - 1881) i de Rumèlia (1881-1887) i altre cop membre del consell d'estat (1887-1907). Fou historiador de la cort i entre les seves obres destaca la “Lutfi Tarihi”, una biografia d'Ahmed Jevdet Paixà a través de la qual narra exhaustivament la seva vida entre 1825 i 1876.